# 漢娜 (喬治亞州)
漢娜（英語：Hannah）是位於美國喬治亞州道格拉斯縣的一個非建制地區。該地的面積和人口皆未知。

## 地理
漢娜的座標為33°35′13″N 84°51′49″W / 33.58694°N 84.86361°W，而該地的平均海拔高度為352米（即1155英尺）。